# Impasse Corneille
Pour les articles homonymes, voir Corneille.
Ne doit pas être confondu avec Impasse de la Corneille (Strasbourg).
L'impasse Corneille est une voie privée du hameau Boileau située au 38, rue Boileau, dans le 16e arrondissement de Paris, en France.

## Situation et accès
Cette voie fait partie du hameau Boileau.
L'impasse Corneille est desservie à proximité par les lignes 9 et 10 à la station Michel-Ange - Molitor.

## Origine du nom
Cette voie tient son nom du dramaturge Pierre Corneille (1606-1684). 

## Historique
Cette voie est créée en 1838, sous sa dénomination actuelle, sur le terrain de l'imprimeur Rose-Joseph Lemercier ; elle a été dessinée par l'architecte Théodore Charpentier.
Le hameau Boileau a été classé comme site par décret du 3 juillet 1970 alors qu'il faisait face à des menaces de démolition de la part de promoteurs immobiliers.